# 肯普冰川
肯普冰川（英語：Kempe Glacier）是南極洲的冰川，位於維多利亞地的斯科特海岸，北面是迪斯默爾嶺，南面是肯普山，由威靈頓維多利亞大學探險隊命名，現時由南極條約體系管理。

## 外部連結
- . . United States Geological Survey.   [2013-04-23].

78°18′S 162°54′E / 78.300°S 162.900°E